# Cairo (Illinois)
Cairo é uma cidade localizada no estado americano de Illinois, no Condado de Alexander. A vila foi fundada em 1818.

## Demografia
Segundo o censo americano de 2000, a sua população era de 3632 habitantes.
Em 2006, foi estimada uma população de 3220, um decréscimo de 412 (-11.3%).

## Geografia
De acordo com o United States Census Bureau tem uma área de
23,7 km², dos quais 18,3 km² cobertos por terra e 5,4 km² cobertos por água. Cairo localiza-se a aproximadamente 94 m acima do nível do mar.

## Localidades na vizinhança
O diagrama seguinte representa as localidades num raio de 16 km ao redor de Cairo.